# مارکو شولر
مارکو شولر (انگلیسی: Marko Šuler؛ زادهٔ ۹ مارس ۱۹۸۳) یک بازیکن فوتبال اهل اسلوونی است.
وی همچنین در تیم ملی فوتبال اسلوونی بازی کرده‌است.